# António de Morais Silva
António de Morais Silva (* 1. August 1755 in Rio de Janeiro; † 11. April 1824 in Pernambuco) war ein brasilianischer Romanist, Lusitanist, Grammatiker und Lexikograf.

## Leben und Werk
Morais Silva (früher: Moraes Silva) ging 1774 zum Jurastudium nach Coimbra, musste 1788 vor der Inquisition nach England fliehen, konnte aber zurückkehren und dann als Friedensrichter nach Bahia gehen. Er kaufte in Pernambuco ein Gut und wurde ein erfolgreicher Farmer. 
Seine bedeutendste Leistung ist das 1789 erschienene erste moderne Wörterbuch der portugiesischen Sprache. Es basierte auf dem Barock-Wörterbuch von Rafael Bluteau, machte aber daraus ein völlig neues Werk, das 200 Jahre lang die Urquelle aller portugiesischen Lexikografie blieb. Nach den Berechnungen von Telmo Verdelho tilgte Morais aus dem Wörterbuch seines Vorgängers 16 000 Einträge, fügte 22 000 neue hinzu (Endstand 70 000), tilgte aber die gesamte Zweisprachigkeit, sowie die barocke enzyklopädische Information. Insgesamt übernahm er 5 % des Textes unverändert und 50 % in veränderter Form. Der „Morais“ war sofort sehr erfolgreich, erlebte 10 Auflagen, zuletzt (1949–1959) in 12 Bänden, und existiert noch heute (als Dicionario compacto) in 5 Bänden.

## Werke

### Wörterbuch
- (1. Auflage) Diccionario da lingua portugueza composto pelo padre D. Raphael Bluteau, reformado, e accrescentado por Antonio de Moraes Silva natural do Rio de Janeiro, 2 Bde., Lissabon 1789 (Online bei Biblioteca Brasiliana, Band 1; Band 2)

- (2. Aufl.) Diccionario da lingua portugueza recopilado dos vocabularios impressos ate' agora, e nesta segunda edição novamente emendado, e muito accrescentado, por Antonio de Moraes Silva, natural do Rio de Janeiro, 2 Bde., Lissabon 1813

- (3. Aufl.) Diccionario da lingua portugueza recopilado de todos os impressos até o presente [...].  Terceira edição, mais correcta e accrescentada de cinco para seis mil artigos, que levão este sinal * extrahidos dos authores classicos portuguezes, com disvello e curiosidade, 2 Bde., Lissabon 1823 (auch Recife 1825)
- (4. Aufl.) Lissabon 1831
- (5. Aufl.) Lissabon 1844
- (6. Aufl.) Lissabon 1858
- (7. Aufl.) Lissabon 1877–1878
- (8. Aufl.) Lissabon/Rio de Janeiro 1889–1891
- (9. Aufl.) Lissabon ?1895, Rio de Janeiro 1922
- (10. Aufl.) Grande dicionário da língua portuguesa, 12 Bde., Lissabon 1949–1959
- Novo dicionario compacto de lingua portuguesa. Ediçao compacta do texto fundamentel de grande dicionario da lingua portuguesa de Antonio de Morais Silva, 2 Bde., Lissabon 1961; 6. Aufl., 5 Bde., Lissabon 1990, 9. Aufl. 1999

### Weitere Werke
- Epítome da gramática da língua portuguesa, Lissabon 1806